# 雷德斯堡 (蒙大拿州)
雷德斯堡（英語：Radersburg）是位於美國蒙大拿州布羅德沃特縣的普查規定居民點。

## 歷史
雷德斯堡的郵局於1868年設立，其後於2005年停運。

## 人口
根據2020年美國人口普查的數據，雷德斯堡的面積為0.65平方千米，皆為陸地。當地共有人口61人，而人口密度為每平方千米93.85人。